# Hanza
     strefa niderlandzka
     strefa westfalska
     strefa saksońska
     strefa wendyjska
     strefa brandenburska
     strefa pomorska
     strefa pruska
     strefa liwska
     strefa szwedzka

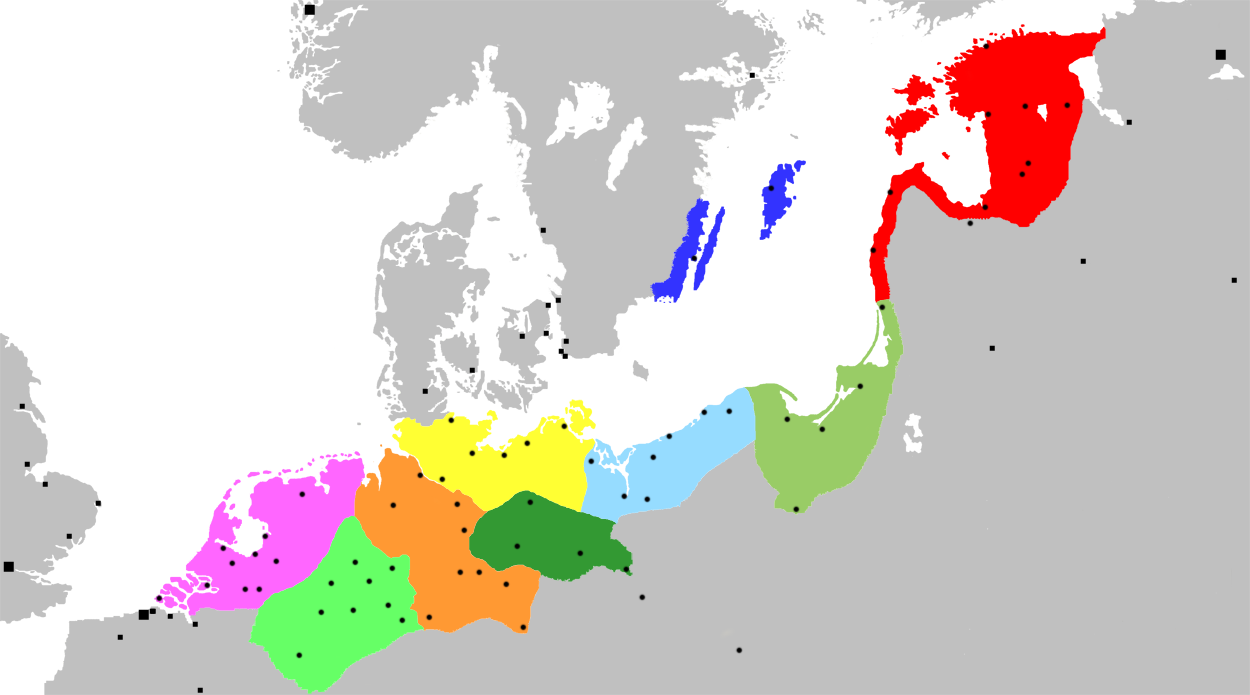
Zasięg Hanzy około roku 1400
strefa niderlandzka
strefa westfalska
strefa saksońska
strefa wendyjska
strefa brandenburska
strefa pomorska
strefa pruska
strefa liwska
strefa szwedzka
Kwadratami oznaczono Kantory, kółkami miasta hanzeatyckie.

Hanza, Liga Hanzeatycka, Związek Hanzeatycki (z niem. Hanse – gromada) – związek kupców lub miast handlowych Europy z czasów średniowiecza. Miasta należące do związku popierały się na polu gospodarczym, utrudniając pracę kupcom z miast nienależących do związku, jednocześnie zaś stwarzały realną siłę polityczną i niekiedy wojskową.

Miasta i strefy Hanzy około 1400 roku

## Historia
Pierwsze hanzy powstały w XII wieku w Niderlandach, następna (tzw. hanza londyńska) składała się z 15 miast z Flandrii i ułatwiała im handel wełną z Anglii. Do bardziej znanych miast hanzeatyckich w Europie należały: Lubeka, Brunszwik, Kolonia, Bergen, Brugia, Gdańsk, Ryga.
Największą sławę zdobyła tzw. Hanza niemiecka (w literaturze znana po prostu jako „Hanza”), która w XIV–XV w. gromadziła praktycznie wszystkie miasta pobrzeży mórz Północnego i Bałtyckiego. Jej początkiem był zawarty w 1241 roku traktat Lubeki z miastem Soest, do którego po kilku latach dołączyły Rostock, Wismar, Brema, Hamburg, Visby i inne miasta. Po uzyskaniu monopolu na wspomnianych akwenach Hanza osiągała wielkie zyski, a należące do niej miasta często wówczas właśnie przeżywały świetność. W 2 połowie XIII wieku król norweski Eryk II Wróg Księży próbował ograniczyć wpływy Hanzy, jednak został przez nią pokonany i zmuszony do zapłacenia odszkodowania, nadania przywileju wyłączności na handel i wyjęcia spod norweskiego prawa. Równie wielkie były wpływy polityczne Hanzy, zwłaszcza w Niemczech i państwach skandynawskich. Szczytem potęgi Hanzy było kilkadziesiąt lat po wygraniu wojny przeciw Danii w latach 1368–1370 zakończonej pokojem w Stralsundzie, w której król Waldemar IV Atterdag zrzekł się na rzecz Hanzy 15% zysków z duńskiego handlu. Hanza w tym czasie niepodzielnie władała handlem na Bałtyku i Morzu Północnym, stanowiąc prawa, ustalając cła i reguły handlu. Wpływy Hanzy sięgały Nowogrodu i Anglii, gdzie prowadziła kantor hanzeatycki w Londynie. Bogate miasta były w stanie często wystawiać większe i silniejsze armie zaciężne niż biedni monarchowie, polegający często na pospolitym ruszeniu szlachty.
W szczytowym okresie rozwoju Hanza liczyła około 160 miast pod przewodnictwem Lubeki, a językiem urzędowym Związku była odmiana języka dolnosaksońskiego z rejonu tegoż miasta. Delegaci z miast hanzeatyckich zjeżdżali się co jakiś czas i opracowywali wspólną politykę (tzw. Hansetage). W głównym mieście związku, Lubece, działał sejm związku, rozstrzygający wewnętrzne spory i ustalający jego politykę.
Z czasem jednak znaczenie tej organizacji zaczęło maleć. Miasta stały się bardziej zależne od swoich monarchów, pojawiły się rozbieżności między interesami poszczególnych członków, niechęć konsumentów do wysokich cen dyktowanych przez ligę, konkurencja niezależnych kupców holenderskich, które doprowadziły do upadku organizacji. W 1438 roku wybuchła pierwsza wojna między Holendrami a miastami Hanzy, która mimo nierozstrzygnięcia udowodniła, że wpływy Hanzy nie są tak wielkie jak dawniej. Wkrótce wybuchła kolejna wojna, w której Holandię wsparła Anglia, co doprowadziło do wieloletniego konfiskowania sobie towarów przez skonfliktowane strony. Wkrótce od Hanzy zaczynały się odłączać miasta saskie. W 1494 r. kupcy hanzeatyccy zostali wygnani z Nowogrodu. W 1494 roku Gdańsk stanął na czele grupy, obejmującej Braniewo, Chełmno, Elbląg, Królewiec i Toruń oraz przez jakiś czas utrzymywał kantor handlowy w Kownie. W 1535 roku w bitwie pod Helsingborgiem flota Hanzy przegrała z królem Szwecji Gustawem I Wazą, co spowodowało odebranie przywilejów w Szwecji. Następnie Hanza straciła wpływy w Danii i Inflantach, a w 1598 roku królowa Anglii Elżbieta I Tudor wyrzuciła z kraju wszystkich kupców hanzeatyckich, oprócz przedstawicieli Gdańska. Ostatecznie Hanza utraciła pozycję w wyniku wielkich odkryć geograficznych i ustanowienia szlaków morskich łączących Europę z Ameryką i Indiami oraz przywozu dużej ilości kruszców do bicia monet.
Ostatni zjazd delegatów miast hanzeatyckich odbył się w 1669 roku i wzięło w nim udział tylko sześć miast (Lubeka, Brema, Gdańsk, Hamburg, Kolonia i Brunszwik), jednak sama organizacja oficjalnie nie została zlikwidowana.

## Miasta należące do Hanzy
W celu lepszego funkcjonowania Hanzy, podzielono ją na 4 grupy (niem. Quartiere):
- Wendyjską, w skład której wchodziły strefy wendyjska i pomorska[5][6]
- Saską, w skład której wchodziły strefy saksońska i brandenburska[5] (lub saksońska)[6]
- Bałtycką (lub prusko-inflancką), która składała się ze stref pruskiej, liwońskiej i szwedzkiej[5] (lub wschodniobałtycka)[6]
- Westfalską (lub nadreńską), w skład której wchodziły strefy westfalska i niderlandzka[5] (lub reńska, od rzeki Ren)[6]

Czasem wyodrębnia się jeszcze jedną grupę tzw. Kantorów (niem. Kontor):
- Kantory, mimo że formalnie nie należały do Związku Hanzeatyckiego to odgrywały istotną rolę, będąc zagranicznymi hanzeatyckimi punktami handlowymi tego Związku np.: w Londynie, Krakowie itd.

### Grupa Wendyjska
Kolumna „Terytorium” przedstawia państwo pod które podlegało miasto w czasach Hanzy. Kolumna „Obecnie” określa państwo, na którego terenie znajduje się miasto w dzisiejszych czasach.
| Miasto               | Terytorium                  | Obecnie | Data dołączenia | Data opuszczenia | Informacje | Źródła                                         |
| -------------------- | --------------------------- | ------- | --------------- | ---------------- | --- | ---------------------------------------------- |
| Lubeka               | Wolne Miasto Lubeka         | Niemcy  |                 |                  | Stolica Ligi Hanzeatyckiej, stolica grupy wendyjskiej | [ 5 ] [ 7 ] [ 8 ] [ 9 ] [ 10 ] [ 11 ]          |
| Hamburg              | Wolne Miasto Hamburg        | Niemcy  |                 |                  | | [ 12 ] [ 8 ] [ 9 ] [ 13 ] [ 14 ]               |
| Lüneburg             | Księstwo Brunszwik-Lüneburg | Niemcy  |                 |                  | | [ 8 ] [ 9 ] [ 11 ] [ 14 ] [ 15 ]               |
| Wismar               | Księstwo Meklemburgii       | Niemcy  |                 |                  | W 1283 miasto dołączyło do grupy Rostocker Landfrieden, która była poprzednikiem federacji wendyjskich miast (od 1293). | [ 8 ] [ 9 ] [ 13 ] [ 11 ] [ 14 ] [ 16 ]        |
| Rostock              | Księstwo Meklemburgii       | Niemcy  |                 |                  | W 1283 miasto dołączyło do grupy Rostocker Landfrieden, która była poprzednikiem federacji wendyjskich miast (od 1293). | [ 8 ] [ 9 ] [ 13 ] [ 11 ] [ 14 ] [ 16 ] [ 17 ] |
| Stralsund            | Księstwo rugijskie          | Niemcy  | 1293            |                  | Księstwo rugijskie było lennem duńskiej korony aż do 1325. W 1283 Stralsund dołączył do grupy Rostocker Landfrieden, która była poprzednikiem federacji wendyjskich miast (od 1293). Od 1339 aż do XVII wieku, miasto było członkiem Vierstädtebund razem z Greifswaldem, Demminem i Anklamem.           | [ 8 ] [ 9 ] [ 11 ] [ 14 ] [ 16 ] [ 18 ]        |
| Demmin               | Księstwo pomorskie          | Niemcy  |                 |                  | W 1283 miasto dołączyło do grupy Rostocker Landfrieden, która była poprzednikiem federacji wendyjskich miast (od 1293). Od 1339 aż do XVII wieku, miasto było członkiem Vierstädtebund razem ze Stralsundem, Greifswaldem i Anklamem.                                                                    | [ 8 ] [ 11 ] [ 16 ] [ 19 ]                     |
| Greifswald           | Księstwo pomorskie          | Niemcy  |                 |                  | W 1283 miasto dołączyło do grupy Rostocker Landfrieden, która była poprzednikiem federacji wendyjskich miast (od 1293). Od 1339 aż do XVII wieku, miasto było członkiem Vierstädtebund razem ze Stralsundem, Demminem i Anklamem.                                                                        | [ 8 ] [ 11 ] [ 14 ] [ 16 ] [ 19 ]              |
| Anklam               | Księstwo pomorskie          | Niemcy  |                 |                  | W 1283 miasto dołączyło do grupy Rostocker Landfrieden, która była poprzednikiem federacji wendyjskich miast (od 1293). Od 1339 aż do XVII wieku, miasto było członkiem Vierstädtebund razem ze Stralsundem, Greifswaldem i Demminem.                                                                    | [ 8 ] [ 11 ] [ 16 ] [ 19 ]                     |
| Pasewalk             | Księstwo pomorskie          | Niemcy  |                 |                  | |                                                |
| Stettin (Szczecin)   | Księstwo pomorskie          | Polska  | 1278            |                  | W 1283 miasto dołączyło do grupy Rostocker Landfrieden, która była poprzednikiem federacji wendyjskich miast (od 1293). Od XIV wieku stopniowo przejmował rolę głównego miasta w strefie pomorskiej. | [ 6 ] [ 8 ] [ 9 ] [ 11 ] [ 15 ] [ 16 ]         |
| Kolberg (Kołobrzeg)  | Księstwo pomorskie          | Polska  |                 |                  | | [ 8 ] [ 11 ] [ 15 ] [ 19 ]                     |
| Rügenwalde (Darłowo) | Księstwo pomorskie          | Polska  |                 |                  | | [ 8 ] [ 11 ] [ 14 ] [ 15 ] [ 19 ]              |
| Stolp (Słupsk)       | Księstwo pomorskie          | Polska  |                 |                  | | [ 11 ] [ 15 ] [ 19 ]                           |
| Visby                | Królestwo Szwecji           | Szwecja |                 | 1470             | W 1285 roku w Kalmarze, Związek Hanzeatycki zawarł ugodę z królem Szwecji Magnusem I Birgerssonem, który mówił, że Gotlandia należy do Szwecji. Jednakże w 1470 Liga zmieniła status miasta, a w maju 1525 roku, Niemcy na polecenie Lubeki zniszczyli wszystkie kościoły w mieście z wyjątkiem katedry. | [ 8 ] [ 9 ] [ 11 ] [ 20 ]                      |
| Sztokholm            | Królestwo Szwecji           | Szwecja |                 |                  | | [ 9 ] [ 11 ]                                   |

### Grupa Saska
| Miasto             | Terytorium                  | Państwo | Data dołączenia   | Data opuszczenia   | Informacje | Źródła                                 |
| ------------------ | --------------------------- | ------- | ----------------- | ------------------ | --- | -------------------------------------- |
| Brunszwik          | Księstwo Saksonii           | Niemcy  | 1200 (ok. XII w.) | 1600 (ok. XVII w.) | Stolica grupy saskiej | [ 5 ] [ 8 ] [ 9 ] [ 11 ] [ 14 ] [ 15 ] |
| Brema              | Wolne Miasto Brema          | Niemcy  | 1260              |                    | | [ 8 ] [ 9 ] [ 11 ] [ 14 ] [ 17 ]       |
| Magdeburg          | Arcybiskupstwo magdeburskie | Niemcy  | 1200 (ok. XII w.) |                    | | [ 8 ] [ 9 ] [ 11 ] [ 14 ] [ 15 ]       |
| Goslar             | Wolne Miasto Goslar         | Niemcy  | 1267              | 1566               | Goslar było lennem Saksonii do 1280 roku. | [ 8 ] [ 9 ] [ 11 ] [ 14 ] [ 15 ]       |
| Erfurt             | Arcybiskupstwo Moguncji     | Niemcy  |                   |                    | | [ 8 ] [ 9 ] [ 11 ]                     |
| Stade              | Arcybiskupstwo Bremy        | Niemcy  |                   |                    | | [ 8 ] [ 14 ]                           |
| Berlin             | Marchia Brandenburska       | Niemcy  |                   | 1442               | W 1356 roku Brandenburgia uzyskała miano elektoratu. W 1442 roku, książę elektor Fryderyk II Żelazny, zmusił wszystkie miasta na terenie Brandenburgii, do opuszczenia Hanzy. | [ 6 ] [ 9 ] [ 21 ] [ 11 ] [ 15 ]       |
| Frankfurt nad Odrą | Marchia Brandenburska       | Niemcy  | 1430              | 1442               | W 1442 roku, książę elektor Fryderyk II Żelazny, zmusił wszystkie miasta na terenie Brandenburgii, do opuszczenia Hanzy.                                                      | [ 9 ] [ 21 ] [ 11 ] [ 15 ]             |

### Grupa Westfalska
| Miasto    | Terytorium            | Państwo  | Data dołączenia   | Data opuszczenia | Informacje | Źródła                                                |
| --------- | --------------------- | -------- | ----------------- | ---------------- | --- | ----------------------------------------------------- |
| Kolonia   | Wolne Miasto Kolonia  | Niemcy   |                   | 1475             | Stolica grupy westfalskiej aż do zakończenia wojny hanzeatycko-angielskiej (1470-74). Kolonia stanęła po stronie angielskiej, w wyniku czego została wyrzucona z Hanzy. Następcą Kolonii został Dortmund. | [ 5 ] [ 6 ] [ 8 ] [ 9 ] [ 11 ] [ 14 ]                 |
| Dortmund  | Wolne Miasto Dortmund | Niemcy   |                   |                  | Stolica grupy westfalskiej po tym, jak Kolonia została z niej wyrzucona za wsparcie Anglii w wojnie hanzeatycko-angielskiej.                                                                              | [ 8 ] [ 9 ] [ 13 ] [ 11 ] [ 14 ] [ 15 ]               |
| Deventer  | Biskupstwo Utrechtu   | Holandia | 1000              | 1500             | | [ 8 ] [ 9 ] [ 11 ] [ 14 ] [ 17 ] [ 22 ] [ 23 ] [ 24 ] |
| Kampen    | Biskupstwo Utrechtu   | Holandia | 1441              |                  | | [ 8 ] [ 9 ] [ 11 ] [ 14 ] [ 23 ] [ 25 ]               |
| Groningen | Friesland             | Holandia |                   |                  | Fryzja była de facto niezależna przez długi okres w średniowieczu. | [ 8 ] [ 9 ] [ 11 ] [ 17 ]                             |
| Münster   | Biskupstwo Münster    | Niemcy   |                   |                  | | [ 8 ] [ 13 ] [ 11 ] [ 14 ] [ 15 ]                     |
| Osnabrück | Biskupi Osnabrücku    | Niemcy   | 1100 (ok. XII w.) |                  | | [ 8 ] [ 9 ] [ 11 ] [ 14 ] [ 15 ]                      |
| Soest     | Wolne Miasto Soest    | Niemcy   |                   | 1609             | Miasto było częścią Elektoratu Kolonii do odzyskania niepodległości w latach 1444–1449. Następnie stało się częścią Księstwa Kleve                                                                        | [ 8 ] [ 9 ] [ 13 ] [ 11 ] [ 14 ] [ 15 ]               |

### Pozostałe miasta
Do Hanzy należały również:
- Brugia
- Braniewo
- Chełmno
- Dorpat
- Elbląg
- Felin
- Gdańsk
- Goleniów *
- Królewiec
- Kieś
- Kokenhuza
- Koszalin
- Kraków
- Goldynga
- Lemsal (obecnie Limbaži)
- Parnawa
- Rewel (obecnie Tallinn)
- Ryga
- Stargard*
- Roop (obecnie Straupe)
- Toruń
- Windawa
- Wolmar
- Wrocław
- Zutphen *

 *   – miasta do dziś określające się jako „miasto hanzeatyckie”. Niemieckie miasta hanzeatyckie stosują w związku z tym jako oznaczenie tablic rejestracyjnych samochodów pierwszą literę H (Hansestadt – miasto hanzeatyckie): HB = Brema, HH = Hamburg, HGW = Greifswald, HL = Lubeka, HRO = Rostock, HST = Stralsund, HWI = Wismar; wyjątkiem jest tu kilkunastotysięczne dziś Hansestadt Anklam, gdzie samochody rejestrowane są pod literami OVP (odnoszącymi się do nazwy byłego powiatu Ostvorpommern – wschodnie Pomorze Przednie).

## Współczesne odniesienia
Nazwą klubu piłkarskiego odnoszącą się do dawnej hanzeatyckiej przeszłości miasta Rostock jest Hansa Rostock. W Polsce analogicznie do historii miast nawiązują nazwami klub Hanza Goleniów oraz szczeciński wieżowiec Hanza Tower.
Oko Jelenia autorstwa Andrzeja Pilipiuka tematycznie opiera się na czasach upadku Hanzy.

### Opracowania dotyczące Hanzy (j. polski)
- Philippe Dollinger: Dzieje Hanzy: XII–XVII wiek. Vera Soczewińska (tłum.), Edmund Cieślak (red.). Gdańsk: Wydawnictwo Morskie, 1975.
- Henryk Samsonowicz: Późne średniowiecze miast nadbałtyckich. Studia nad dziejami Hanzy nad Bałtykiem w XIV-XV w. Warszawa: Państwowe Wydawnictwo Naukowe, 1968.
- Henryk Samsonowicz: Hanza, władczyni mórz, Warszawa, Książka i Wiedza, 1958.
- Nikolay Yagunov, Tatiana Yagunova: Hanza po wiekach. Niemcy, Polska, Rosja, Litwa. Album fotografii = Hanse centuries later. Germany, Poland, Russia, Lithuania. The album of photos. Pelplin: Wydawnictwo Bernardinum, 2014. ISBN 978-83-7823-473-9.
- Cieślak Edmund, Niektóre zagadnienia hanzeatyckiego handlu i transportu morskiego, Przegląd Zachodni, 8, (1952), nr 5/6, s. 432–459

### Opracowania dotyczące Hanzy (obcojęzyczne)
- Friedrich Wilhelm Barthold: Geschichte der Deutschen Hanse. Leipzig: T. O. Weigel, 1862. (niem.).
- Philippe Dollinger: The German Hansa. Stanford University Press, 2000. ISBN 0-804-70742-1. (ang.).
- Johannes Falke: Die Hansa als deutsche See- und Handelsmacht. Berlin: F. Henschel, 1863. (niem.).
- Natascha Mehler. The Perception and Interpretation of Hanseatic Material Culture in the North Atlantic: Problems and Suggestions. „Journal of the North Atlantic”. Special Volume 1: Archaeologies of the Early Modern North Atlantic, 2009. (ang.).
- Natascha Mehler. Hansefahrer im hohen Norden. „epoc”. 2, 2011. (niem.).
- Dietrich Schäfer: Die deutsche Hanse. Holzminden: Reprint-Verlag-Leipzig, 2006. ISBN 978-3-8262-1933-7. (niem.).

### Pozostałe opracowania
- Ryan ver Berkmoes, Karla Zimmerman: The Netherlands. Lonely Planet, 2010. ISBN 978-1-74104-925-1. (ang.).
- Werner Buchholz: Deutsche Geschichte im Osten Europas. Pommern. Berlin: Siedler, 1999. ISBN 3-886-80272-8. (niem.).
- Hajo Holborn: A History of Modern Germany: The Reformation. Princeton University Press, 1982. ISBN 0-691-00795-0. (ang.).
- Andrew Jotischky, Caroline Hull: The Penguin Historical Atlas of the Medieval World. Penguin Books, 2005. ISBN 978-0-141-01449-4. (ang.).
- Michael Keating: Regions and regionalism in Europe. Edward Elgar Publishing, 2004.
- George McDonald: Frommer’s Belgium, Holland & Luxembourg, 11th Edition. Frommers, 2009. ISBN 978-0-470-38227-1. (ang.).
- Richard Natkiel: Atlas of Maritime History. Smithmark Publishing, 1989. ISBN 0-831-70485-3. (ang.).
- Od imperium Karola Wielkiego do kryzysu XIV wieku. T. 8. Madrid, Kraków: Mediasat Group, 2007, seria: Biblioteka Gazety Wyborczej. Historia Powszechna. ISBN 978-84-9819-815-7.
- Die Hansestädte an der Oder. W: Horst Wernicke: Oder-Odra. Blicke auf einen europäischen Strom. Lang, 2007, s. 137–148. ISBN 3-631-56149-0. (niem.).